# نویدورف-بورنشتاین
نویدورف-بورنشتاین (به آلمانی: Neudorf-Bornstein) یک شهر در آلمان است که در رندسبورگ-اکرنفورده واقع شده‌است.
 نویدورف-بورنشتاین  ۱٬۰۵۰ نفر جمعیت دارد.